# Liste der Baudenkmäler in Erlangen/N
Diese Liste ist eine Teilliste der Liste der Baudenkmäler in Erlangen. Grundlage der Liste ist die Bayerische Denkmalliste, die auf Basis des bayerischen Denkmalschutzgesetzes vom 1. Oktober 1973 erstmals erstellt wurde und seither durch das Bayerische Landesamt für Denkmalpflege geführt und aktualisiert wird. Die folgenden Angaben ersetzen nicht die rechtsverbindliche Auskunft der Denkmalschutzbehörde.
Dieser Teil der Liste beschreibt die denkmalgeschützten Objekte an folgenden Straßen:
- Nägelsbachstraße
- Neckarstraße
- Neue Straße
- Neumühle
- Neustädter Kirchenplatz
- Nürnberger Straße

## Nägelsbachstraße
| Lage                                       | Objekt                                                      | Beschreibung | Akten-Nr.               | Bild           |
| ------------------------------------------ | ----------------------------------------------------------- | --- | ----------------------- | -------------- |
| Nägelsbachstraße 25, 25 a, 25 b (Standort) | Ehemalige Verwaltungs- und Betriebsgebäude der Firma Gossen | Großer dreigeschossiger Klinkerbau mit Steilwalmdach, nach Vorentwurf 1937 von Max Gossen ausgeführt vom Nürnberger Architekten Hans Fischelmayer 1939 bis 1943; Bauplastik von Christian Wrede Zugehöriges Nebengebäude, zweigeschossiger langgestreckter Walmdachbau, Klinker, gleichzeitig | D-5-62-000-954 Wikidata | weitere Bilder |

## Neckarstraße
| Lage                       | Objekt                                              | Beschreibung | Akten-Nr.                | Bild           |
| -------------------------- | --------------------------------------------------- | --- | ------------------------ | -------------- |
| Neckarstraße 16 (Standort) | Evangelisch-lutherische Erlöserkirche (Pfarrkirche) | Geschwungener Zweischalenbau aus Beton mit ansteigendem Glockenstuhl, 1963–1965 nach Plänen von Wilhelm Schlegtendal Zugehöriges Pfarrhaus Donaustraße 8 | D-5-62-000-1030 Wikidata | weitere Bilder |

## Neue Straße
| Lage                      | Objekt                      | Beschreibung                                                                                                 | Akten-Nr.               | Bild              |
| ------------------------- | --------------------------- | --- | ----------------------- | ----------------- |
| Neue Straße 1 (Standort)  | Bürgerhaus                  | Traufseitbau, zweigeschossig, Zwerchhaus, um 1720, bis 1870 Flügelbau des Bürgerhauses Martin-Luther-Platz 8 | D-5-62-000-458 Wikidata | Bürgerhaus        |
| Neue Straße 11 (Standort) | Bürgerhaus                  | Zweigeschossiger Traufseitbau, Erdgeschoss 1724/27, Obergeschoss 1869                                        | D-5-62-000-461 Wikidata | Bürgerhaus        |
| Neue Straße 12 (Standort) | Wohnhaus                    | Zweigeschossiger Traufseitbau, Sandsteinquader, 1845                                                         | D-5-62-000-462 Wikidata | Wohnhaus          |
| Neue Straße 13 (Standort) | Bürgerhaus                  | Zweigeschossiger Traufseitbau, Erdgeschoss 1731, Obergeschoss 1825                                           | D-5-62-000-463 Wikidata | Bürgerhaus        |
| Neue Straße 14 (Standort) | Bürgerhaus                  | Zweigeschossiger Traufseitbau, 1750                                                                          | D-5-62-000-464 Wikidata | Bürgerhaus        |
| Neue Straße 15 (Standort) | Bürgerhaus                  | Zweigeschossiger Traufseitbau, Zwerchhaus, 1798                                                              | D-5-62-000-465 Wikidata | Bürgerhaus        |
| Neue Straße 16 (Standort) | Bürgerhaus                  | Zweigeschossiger Sandsteinquaderbau, traufseitig mit Rückgebäude, 1750 und Mitte 19. Jahrhundert             | D-5-62-000-466 Wikidata | Bürgerhaus        |
| Neue Straße 18 (Standort) | Bürgerhaus                  | Zweigeschossiger Traufseitbau, 1750                                                                          | D-5-62-000-467          | Bürgerhaus        |
| Neue Straße 20 (Standort) | Bürgerhaus                  | Zweigeschossiger Traufseitbau, Erdgeschoss Sandsteinquader um 1750, Obergeschoss 1857                        | D-5-62-000-468 Wikidata | Bürgerhaus        |
| Neue Straße 22 (Standort) | Strumpfwirkerhaus           | Erdgeschossiger Quaderbau, Zwerchhaus, um 1751/52                                                            | D-5-62-000-469 Wikidata | Strumpfwirkerhaus |
| Neue Straße 24 (Standort) | Strumpfwirkerhaus           | Erdgeschossiger Quaderbau, verputzt, Zwerchhaus, um 1751/52                                                  | D-5-62-000-470 Wikidata | Strumpfwirkerhaus |
| Neue Straße 30 (Standort) | Bürgerhaus                  | Zweigeschossiger Traufseitbau, 1751/52                                                                       | D-5-62-000-471 Wikidata | Bürgerhaus        |
| Neue Straße 31 (Standort) | Bürgerhaus                  | Zweigeschossiger Traufseitbau, 1802                                                                          | D-5-62-000-472 Wikidata | Bürgerhaus        |
| Neue Straße 35 (Standort) | Bürgerhaus                  | Zweigeschossiger Traufseitbau, Sandsteinquader, 1829 (datiert) Rückgebäude, 1867 (datiert)                   | D-5-62-000-473 Wikidata | Bürgerhaus        |
| Neue Straße 37 (Standort) | Bürgerhaus                  | Zweigeschossiger Traufseitbau, Sandsteinquader, um 1820/30                                                   | D-5-62-000-474 Wikidata | Bürgerhaus        |
| Neue Straße 40 (Standort) | Bürgerhaus                  | Zweigeschossiger Traufseitbau, Sandsteinquader, Erdgeschoss 1796, Obergeschoss 19. Jahrhundert               | D-5-62-000-476 Wikidata | Bürgerhaus        |
| Neue Straße 44 (Standort) | Bürgerhaus                  | Zweigeschossiger Traufseitbau, Sandsteinquader, 1786, modern erhöht                                          | D-5-62-000-477 Wikidata | Bürgerhaus        |
| Neue Straße 48 (Standort) | Bürgerhaus                  | Zweigeschossiger Traufseitbau, 1786, Sandsteinquader                                                         | D-5-62-000-479 Wikidata | Bürgerhaus        |
| Neue Straße 50 (Standort) | Ehemaliges Brauereigasthaus | Zweigeschossiger Eckbau, Sandsteinquader, Erdgeschoss 1786, Obergeschoss 1867                                | D-5-62-000-480 Wikidata | weitere Bilder    |

## Neumühle
| Lage                   | Objekt                                                     | Beschreibung                                                                                              | Akten-Nr.               | Bild                                                       |
| ---------------------- | ---------------------------------------------------------- | --- | ----------------------- | ---------------------------------------------------------- |
| Neumühle 10 (Standort) | Nebengebäude der ehemaligen Fabrikantenvilla (Neumühle 12) | Mansardsatteldachhaus, barockisierender Heimatstil, 1910 vom Bautechnischen Büro Eduard Krauss            | D-5-62-000-991 Wikidata | Nebengebäude der ehemaligen Fabrikantenvilla (Neumühle 12) |
| Neumühle 12 (Standort) | Fabrikantenvilla                                           | Malerisch gruppierter Walmdachbau mit Spätjugendstilelementen, 1910 vom bautechnischen Büro Eduard Krauss | D-5-62-000-992 Wikidata | Fabrikantenvilla                                           |

## Neustädter Kirchenplatz
| Lage                                 | Objekt                                         | Beschreibung | Akten-Nr.               | Bild                 |
| ------------------------------------ | ---------------------------------------------- | --- | ----------------------- | -------------------- |
| Neustädter Kirchenplatz 1 (Standort) | Evangelisch-lutherische Neustädter Pfarrkirche | Baubeginn nach 1720, nach Plan von Johann David Räntz dem Älteren., Einweihung 1737, Vollendung des Turmes 1765, Helm 1830; mit Ausstattung | D-5-62-000-482 Wikidata | weitere Bilder       |
| Neustädter Kirchenplatz 2 (Standort) | Hof-Apotheke                                   | Lebhaft gegliederter Eckbau mit Mansarddach, zweigeschossig, Sandsteinquader, 1733                                                          | D-5-62-000-483 Wikidata | weitere Bilder       |
| Neustädter Kirchenplatz 3 (Standort) | Bürgerhaus                                     | Dreigeschossiger Traufseitbau, Untergeschosse Sandsteinquader, 1726, Obergeschoss später                                                    | D-5-62-000-484 Wikidata | Bürgerhaus           |
| Neustädter Kirchenplatz 4 (Standort) | Bürgerhaus                                     | Dreigeschossiger Traufseitbau, Untergeschosse Sandsteinquader, 1726, Obergeschoss später                                                    | D-5-62-000-485 Wikidata | Bürgerhaus           |
| Neustädter Kirchenplatz 5 (Standort) | Bürgerhaus                                     | Dreigeschossiger Traufseitbau, 1727 | D-5-62-000-486 Wikidata | Bürgerhaus           |
| Neustädter Kirchenplatz 6 (Standort) | Bürgerhaus                                     | Dreigeschossiger Traufseitbau, 1728, erheblich verändert                                                                                    | D-5-62-000-487 Wikidata | Bürgerhaus           |
| Neustädter Kirchenplatz 7 (Standort) | Ehemaliges Pfarrhaus                           | Zweigeschossiger Eckbau, 1728 | D-5-62-000-488 Wikidata | Ehemaliges Pfarrhaus |

## Nürnberger Straße
| Lage                                                                    | Objekt                                             | Beschreibung | Akten-Nr.                | Bild           |
| ----------------------------------------------------------------------- | -------------------------------------------------- | --- | ------------------------ | -------------- |
| Nürnberger Straße 3 (Standort)                                          | Mietshaus                                          | Zweigeschossiger Eckbau mit Mansarddach, Zwerchgiebeln und Natursteingliederung, Sandstein und Ziegel, Neurenaissance, um 1895 | D-5-62-000-490 Wikidata  | Mietshaus      |
| Nürnberger Straße 8 (Standort)                                          | Korporationshaus des Corps Onoldia (Ansbacherhaus) | Zweigeschossiger Sandsteinquaderbau mit Walmdach, Zwerchhaus und turmartigen nördlichen Anbau mit Steilwalmdach und Ecktürmchen, historistisch, 1898 | D-5-62-000-492 Wikidata  | weitere Bilder |
| Nürnberger Straße 9 (Standort)                                          | Loewenichsches Palais                              | Freistehender zweigeschossiger Sandsteinquaderbau mit Walmdach und Zwerchhaus mit Schweifgiebel, nach Mitte 18. Jahrhundert | D-5-62-000-493 Wikidata  | weitere Bilder |
| Nürnberger Straße 20 (Standort)                                         | Wohn- und Geschäftshaus                            | Zweigeschossiger Mansarddachbau mit Sandsteinfassade, um 1800, Dachausbau 1895 | D-5-62-000-494 Wikidata  | weitere Bilder |
| Nürnberger Straße 96, 98, 100, 102, 104, 108, Schenkstraße 2 (Standort) | Baugenossenschaftssiedlung                         | U-förmige Anlage von zweigeschossigen, verputzten Mansardwalmdachbauten mit Zwerchhäusern, Dachgauben und neubarocker Putzgliederung, zweigeschossiger Verbindungsbau mit Steilsatteldach und Zierfachwerkobergeschoss und -giebel, bezeichnet „1913“                                                           | D-5-62-000-497           | weitere Bilder |
| Nürnberger Straße 107, Hilpertstraße 1 (Standort)                       | Doppelwohnhaus                                     | zweigeschossiger Eckbau mit Mansardwalmdach und barockisierenden Zwerchhäusern mit Volutenbesatz und Rundbogengiebeln, südlich und westlich je ein zweigeschossiger Flügelanbau mit Walmdach und Dachgauben, 1925/26; Verbindungsmauer zu Nürnberger Straße 109, verputzte Mauer mit Hofdurchlass, gleichzeitig | D-5-62-000-498           | BW             |
| Nürnberger Straße 109 (Standort)                                        | Wohnhaus                                           | Zweigeschossiger Mansardwalmdachbau mit Putzornamentik, über flachem Mittelrisalit Zwerchhaus mit Rundbogengiebel und Voluten, 1925/26 Teil einer Baugenossenschafts-Wohnanlage, siehe Nürnberger Straße 107/Hilpertstraße 1 und Nürnberger Straße 111/Reinhardstraße 2                                         | D-5-62-000-1418 Wikidata | weitere Bilder |
| Nürnberger Straße 111, Reinhardstraße 2 (Standort)                      | Doppelwohnhaus                                     | Zweigeschossiger, zweiflügeliger Bau mit Mansardwalmdach und Dachgauben, an der Ecke polygonaler Obergeschoss-Erker und Zwerchhäuser mit Volutenbesatz und Rundbogengiebel, 1925/26 Verbindungsmauer zu Nürnberger Straße 109, verputzte Mauer mit Hofdurchlass, gleichzeitig                                   | D-5-62-000-1419 Wikidata | Doppelwohnhaus |

## Ehemalige Baudenkmäler
In diesem Abschnitt sind Objekte aufgeführt, die früher einmal in der Denkmalliste eingetragen waren, jetzt aber nicht mehr. Objekte, die in anderem Zusammenhang also z. B. als Teil eines Baudenkmals weiter eingetragen sind, sollen hier nicht aufgeführt werden. Aktennummern in diesem Abschnitt sind ehemalige, jetzt nicht mehr gültige Aktennummern.

| Lage                      | Objekt                | Beschreibung                                                                              | Akten-Nr.               | Bild           |
| ------------------------- | --------------------- | ----------------------------------------------------------------------------------------- | ----------------------- | -------------- |
| Neue Straße 38 (Standort) | Risalitengliederungen | Architektonische Risalitgliederungen gegen Neue Straße und Harfenstraße, 1765/66 und 1856 | D-5-62-000-475 Wikidata | weitere Bilder |

## Abgegangene Baudenkmäler
In diesem Abschnitt sind Objekte aufgeführt, die früher einmal in der Denkmalliste eingetragen waren, jetzt aber nicht mehr existieren, z. B. weil sie abgebrochen wurden. Aktennummern in diesem Abschnitt sind ehemalige, jetzt nicht mehr gültige Aktennummern.

| Lage                           | Objekt | Beschreibung                   | Akten-Nr.               | Bild |
| ------------------------------ | ------ | ------------------------------ | ----------------------- | ---- |
| Nürnberger Straße 4 (Standort) | Villa  | Spätklassizistisch, um 1860/70 | D-5-62-000-491 Wikidata | BW   |